# Doris Pack
Doris Pack (Schiffweiler, 18. ožujka 1942.), njemačka političarka (CDU) i zastupnica u Europskom parlamentu. Članica je Europske narodne stranke (demokršćani) u parlamentu EU.
Predsjednica je Odbora Europskog parlamenta za Jugoistočnu Europu. Koordinatorica je Vijeća za kulturu, obrazovanje, medije i šport. 

## Odlikovanja
- 1995: za izniman doprinos neovisnosti, cijelovitosti i međunarodnom ugledu Republike Hrvatske te za igradnju Hrvatske i razvitak njenih odnosa s drugim državama Red kneza Trpimira s ogrlicom i Danicom.
- 1996: Njemačko odlikovanje Verdienstorden der Bundesrepublik Deutschland i Francusko odlikovanje Ordre international du mérite
- 2005: Odlikovanje Republike Albanije.
- 2007: Počasni doktorat (honoris causa) Sveučilišta u Zadru (Republika Hrvatska)

## Vanjske poveznice
- Službena stranica
- Doris Pack na stranici Europskog parlamenta  Arhivirana inačica izvorne stranice od 23. lipnja 2011. (Wayback Machine)
- Ured predsjednika Republike Hrvatske  Arhivirana inačica izvorne stranice od 16. ožujka 2012. (Wayback Machine)